# レオポルト4世 (アンハルト公)
レオポルト4世フリードリヒ（Leopold IV. Friedrich, Herzog von Anhalt-Dessau, 1794年10月1日 - 1871年5月22日）は、11世紀から続くドイツの貴族アスカニア家の出身で、アンハルト＝デッサウ公（在位：1817年 - 1863年）、後に統一アンハルト公国の統治者（在位：1863年 - 1871年）。

## 生涯
アンハルト＝デッサウ公世子フリードリヒとその妻でヘッセン＝ホンブルク方伯フリードリヒ5世の娘であるアマーリエの間の長男として生まれ、父が早くに死んだため、1817年に祖父のレオポルト3世の後を継いだ。1848年革命の際にはデッサウ公国に憲法を制定することを余儀なくされた。この憲法は1849年には廃止されたものの、1859年には新憲法が制定されている。
レオポルト4世は1847年、世継ぎのいない同族のアンハルト＝ケーテン公ハインリヒよりケーテン公国を相続し、アンハルト＝ベルンブルク公国とも相続に関する協定を結んだ上で、1853年にアンハルト＝デッサウ＝ケーテン公国を創設した。アンハルト＝ベルンブルク公アレクサンダー・カールにも子供が無く、その死後はレオポルトがアンハルト諸公国を統合することが決まっていた。1863年、アンハルト＝ベルンブルク公爵家の断絶により、レオポルト4世は統一アンハルト公国を創設した。

## 子女
1818年4月28日、ベルリンにおいてプロイセン王子ルートヴィヒの娘フリーデリケと結婚し、間に4人の子女をもうけた。妻フリーデリケはハノーファー王ゲオルク5世の異父姉でもある。
- アウグステ（1819年 - 1822年）
- アグネス（1824年 - 1897年） - 1853年、ザクセン＝アルテンブルク公エルンスト1世と結婚
- フリードリヒ1世（1831年 - 1904年） - アンハルト公
- マリア・アンナ（1837年 - 1906年） - 1854年、プロイセン王子フリードリヒ・カールと結婚

| 爵位・家督                  | 爵位・家督                             | 爵位・家督                |
| --------------------------- | -------------------------------------- | ------------------------- |
| 先代 レオポルト3世          | アンハルト＝デッサウ公 1817年 - 1863年 | 次代 アンハルト公国に統一 |
| 先代 ハインリヒ             | アンハルト＝ケーテン公 1847年 - 1863年 | 次代 アンハルト公国に統一 |
| 先代 アレクサンダー・カール | アンハルト＝ベルンブルク公 1863年      | 次代 アンハルト公国に統一 |
| 先代 新設                   | アンハルト公 1863年 - 1871年           | 次代 フリードリヒ1世      |